# Joppa decorata
Joppa decorata är en stekelart som beskrevs av Cresson 1868. Joppa decorata ingår i släktet Joppa och familjen brokparasitsteklar. Inga underarter finns listade i Catalogue of Life.